# グレイソン郡 (ケンタッキー州)
グレイソン郡（英: Grayson County）は、アメリカ合衆国ケンタッキー州の中央部西に位置する郡である。2010年国勢調査での人口は25,746人であり、2000年の24,053人から7.0%増加した。郡庁所在地はリッチフィールド市（人口6,699人）であり、同郡で人口最大の都市でもある。グレイソン郡は1810年に設立され、郡名はアメリカ独立戦争の大佐であり、バージニア州の著名政治家だったウィリアム・グレイソン大佐（1740年-1790年）に因んで名付けられた。基本的にアルコール飲料の販売が禁止されている「ドライ郡」（禁酒郡）だが、2010年3月23日に成立した法案によって、レストランに限定してアルコール飲料の販売を認めることになった。

## 地理
グレイソン郡はケンタッキー州の西部炭田地帯に属している。アメリカ合衆国国勢調査局に拠れば、郡域全面積は510.85平方マイル (1,323.1 km2)であり、このうち陸地503.68平方マイル (1,304.5 km2)、水域は7.17平方マイル (18.6 km2)で水域率は1.40%である。
グレイソン郡の北境界付近にラフ川湖、南部にノーリン川湖という2つの大きな湖がある。これらの湖には多くの観光客を集めており、郡全体が「ツインレイク」というニックネームを貰うことになった。

### 隣接する郡
- ブレッキンリッジ郡 - 北
- ハーディン郡 - 北東
- ハート郡 - 南東
- エドモンソン郡 - 南
- バトラー郡 - 南西
- オハイオ郡 - 西

## 人口動態
以下は2000年国勢調査による人口統計データである。
| 基礎データ - 人口: 24,053人 - 世帯数: 9,596 世帯 - 家族数: 6,966 家族 - 人口密度: 19人/km2（48人/mi2） - 住居数: 12,802軒 - 住居密度: 10軒/km2（25軒/mi2） 人種別人口構成 - 白人: 98.26% - アフリカン・アメリカン: 0.50% - ネイティブ・アメリカン: 0.17% - アジア人: 0.14% - 太平洋諸島系: 0.01% - その他の人種: 0.22% - 混血: 0.71% - ヒスパニック・ラテン系: 0.77% 年齢別人口構成 - 18歳未満: 24.4% - 18-24歳: 9.0% - 25-44歳: 28.0% - 45-64歳: 24.6% - 65歳以上: 14.0% - 年齢の中央値: 38歳 - 性比（女性100人あたり男性の人口） - 総人口: 98.1 - 18歳以上: 95.8 | 世帯と家族（対世帯数） - 18歳未満の子供がいる: 32.1% - 結婚・同居している夫婦: 58.9% - 未婚・離婚・死別女性が世帯主: 10.0% - 非家族世帯: 27.4% - 単身世帯: 24.1% - 65歳以上の老人1人暮らし: 10.7% - 平均構成人数 - 世帯: 2.47人 - 家族: 2.91人 収入と家計 - 収入の中央値 - 世帯: 27,639米ドル - 家族: 33,080米ドル - 性別 - 男性: 27,759米ドル - 女性: 19,302米ドル - 人口1人あたり収入: 14,759米ドル - 貧困線以下 - 対人口: 18.1% - 対家族数: 13.9% - 18歳未満: 24.1% - 65歳以上: 15.7% |

## 都市と町
- リッチフィールド - 郡庁所在地
- ビッグクリフティ
- ケイニービル
- クラークソン
- パインノブ

## 行事と見どころ
毎年7月、グレイソン郡では公式のケンタッキー州オールドタイム・バイオリン奏者コンテストが開催され、幾つかの州から多くの優秀なバイオリン奏者をラフ川ダム州立リゾート公園に集めている。このコンテストは週末行事である。7月にはまた、リッチフィールド市で自由祭が開催されており、音楽や花火が催され、遊園地の乗り物が出る。8月下旬と9月上旬、毎年恒例の郡祭が開催され、地元住民や観光客に音楽、遊園地の乗り物、トラックとトラクターの競技会、デモリッション・ダービーが出され、レーバーデーの終わりにはリッチフィールド市でパレードが行われる。毎年9月、クラークソン市では蜂蜜祭が開催される。蜂蜜祭はパレードに始まり、グレイソン郡高校バンドとグレイソン郡中学バンドの演奏が行わる。蜂と蜂蜜を象った多くの山車が出て、グレイソン郡とその周辺の多くの事業の宣伝を行っている。この祭はクラークソン市と市内にあるウォルター・T・ケリー養蜂場の貢献を祝っている。
. 
毎年10月初旬、ケイニービル市ではケイニービル祭が開催されている。
また、郡内には幾つかの見どころがある。前述の2つの湖に加え、パインノブの町には歴史あるパインノブ劇場がある。その他、リッチフィールド市の直ぐ西にカルビン・レイのライブミュージックがあり、またフォールズ・オブ・ラフには18ホールのラファイエット・ゴルフコースなど3つのゴルフ場がある。
グレイソン高校も多くの活動を行っており、スポーツからコーラスまで、子供たちも参加でき、大人は楽しむことができる。郡内にはグレイソン郡高校クーガー・マーチングバンドもある。